# Alchemilla cecilii
Alchemilla cecilii é uma espécie de rosácea do gênero Alchemilla, pertencente à família Rosaceae.